# Wolfgang Gunkel (Politiker)
Wolfgang Michael Gunkel (* 15. Mai 1947 in Berlin; †  13. August 2021) war ein deutscher Politiker (SPD), Mitglied des Deutschen Bundestages und Polizeipräsident a. D.

## Leben und Beruf
Nach dem Schulabschluss mit der mittleren Reife trat Wolfgang Gunkel in den Polizeidienst ein und wurde zum Polizeiwachtmeister ausgebildet. 1972 legte er das Fachabitur ab. 1974 stieg Gunkel in den gehobenen Dienst auf und wurde zum Polizeikommissar befördert. Ein Studium an der Fachhochschule für Polizei schloss er als Diplom-Verwaltungswirt (FH) ab. Seit 1982 war Gunkel im höheren Polizeidienst tätig.
Bevor er im Jahr 2000 Leitender Direktor der Polizeidirektion Bautzen wurde, war Wolfgang Gunkel von 1997 bis 1999 Prorektor der Fachhochschule für Polizei Sachsen. Seit 2005 leitete er die Polizeidirektion Oberlausitz-Niederschlesien (heute Polizeidirektion Görlitz, Landkreise Bautzen und Görlitz).
Wolfgang Gunkel war verheiratet und hatte vier Kinder.

## Partei
Wolfgang Gunkel war seit 1976 Mitglied der SPD und wurde nach der Wende Vorsitzender des SPD-Unterbezirks Neiße.
Sein Fachgebiet umfasste die Innen- und Sicherheitspolitik. Er leitete den Arbeitskreis Innere Sicherheit beim Landesvorstand Sachsen der SPD.

## Abgeordneter
Von 2005 bis 2017 war Gunkel Mitglied des Deutschen Bundestages und gehörte dessen Innenausschuss in allen drei Wahlperioden als ordentliches Mitglied an. In der SPD-Bundestagsfraktion war er ab Februar 2006 stellvertretender Sprecher der Arbeitsgruppe Rechtsextremismus.
Bei den Bundestagswahlen 2005 und 2009 war Gunkel Direktkandidat der SPD im damaligen Wahlkreis 157 Löbau-Zittau – Görlitz – Niesky bzw. 158 Görlitz, 2013 im Wahlkreis 164 Erzgebirgskreis I, erhielt sein Mandat aber stets als Bewerber auf der Landesliste der SPD Sachsen.
Seit der Wahl 2013 betreute Wolfgang Gunkel zusätzlich den Wahlkreis 163 – Chemnitzer Umland/Erzgebirgskreis 2 sowie den Wahlkreis 166 – Vogtlandkreis. Zur Bundestagswahl 2017 kandidierte er nicht erneut.

## Positionen
Bei der Abstimmung zum erweiterten Euro-Rettungsschirm EFSF am 29. September 2011 stimmte Gunkel als einziger SPD-Abgeordneter mit Nein.